# Agelena gonzalezi
Agelena gonzalezi är en spindelart som beskrevs av Schmidt 1980. Agelena gonzalezi ingår i släktet Agelena och familjen trattspindlar.
Artens utbredningsområde är Kanarieöarna. Inga underarter finns listade i Catalogue of Life.